# Alina Chirilă
Alina Platon Chirilă – rumuńska kajakarka.

## Życiorys
Zawodniczka klubu FC Farul w Konstancy. Zdobyła dwa medale na mistrzostwach świata w Kajakarstwie: srebrny (K-4 1000 m w 2005) i brązowy (K-4 500 m w 2006). Na  mistrzostwach Europy zdobyła pięć brązowych medali: w konkurencji K-4 na 1000 metrów w 2005, 2006 i 2008, w K-4 na 500 metrów w 2006 i w K-2 na 1000 metrów w 2008. W 2008 roku zajęła pierwsze miejsce w krajowych mistrzostwach w Snagov. Zawodniczką opiekowali się trenerzy Maria i Stefan Aften.
W 2006 roku wyszła za mąż za kajakarza Iosifa Chirilă. Mieszka w Navodari z mężem i synem(ur. 2010). Po zakończeniu kariery została trenerem w klubie FC Farul.